# Sierra Leone az 1984. évi nyári olimpiai játékokon
Sierra Leone az egyesült államokbeli Los Angelesben megrendezett 1984. évi nyári olimpiai játékok egyik részt vevő nemzete volt. Az országot az olimpián 2 sportágban 7 sportoló képviselte, akik érmet nem szereztek.

## Atlétika
Férfi
| Versenyző                                              | Versenyszám     | Előfutam | Előfutam | Előfutam | Negyeddöntő | Negyeddöntő | Negyeddöntő | Elődöntő | Elődöntő | Elődöntő | Döntő   | Döntő    |
| Versenyző                                              | Versenyszám     | Idő      | Hely.    | Össz.    | Idő         | Hely.       | Össz.       | Idő      | Hely.    | Össz.    | Idő     | Helyezés |
| ------------------------------------------------------ | --------------- | -------- | -------- | -------- | ----------- | ----------- | ----------- | -------- | -------- | -------- | ------- | -------- |
| Ivan Benjamin                                          | 100 m           | 11,13    | 6.       | 73.      | kiesett     | kiesett     | kiesett     | kiesett  | kiesett  | kiesett  | kiesett | kiesett  |
| Ivan Benjamin                                          | 200 m           | 21,54    | 5.       | 40.      | kiesett     | kiesett     | kiesett     | kiesett  | kiesett  | kiesett  | kiesett | kiesett  |
| David Sawyerr                                          | 200 m           | 21,29    | 4.       | 29.      | kiesett     | kiesett     | kiesett     | kiesett  | kiesett  | kiesett  | kiesett | kiesett  |
| Abdul Mansaray David Sawyerr Felix Sandy Ivan Benjamin | 4 × 100 m váltó | 40,77    | 6.       | 19.      |             |             |             | kiesett  | kiesett  | kiesett  | kiesett | kiesett  |

Női
| Versenyző             | Versenyszám | Előfutam | Előfutam | Előfutam | Negyeddöntő | Negyeddöntő | Negyeddöntő | Elődöntő | Elődöntő | Elődöntő | Döntő   | Döntő    |
| Versenyző             | Versenyszám | Idő      | Hely.    | Össz.    | Idő         | Hely.       | Össz.       | Idő      | Hely.    | Össz.    | Idő     | Helyezés |
| --------------------- | ----------- | -------- | -------- | -------- | ----------- | ----------- | ----------- | -------- | -------- | -------- | ------- | -------- |
| Eugenia Osho-Williams | 100 m       | 12,83    | 8.       | 45.      | kiesett     | kiesett     | kiesett     | kiesett  | kiesett  | kiesett  | kiesett | kiesett  |

## Ökölvívás
| Versenyző       | Versenyszám   | Selejtező         | 32-es főtábla              | Nyolcaddöntő                   | Negyeddöntő                   | Elődöntő          | Döntő             | Helyezés |
| Versenyző       | Versenyszám   | Ellenfél Eredmény | Ellenfél Eredmény          | Ellenfél Eredmény              | Ellenfél Eredmény             | Ellenfél Eredmény | Ellenfél Eredmény | Helyezés |
| --------------- | ------------- | ----------------- | -------------------------- | ------------------------------ | ----------------------------- | ----------------- | ----------------- | -------- |
| Israel Cole     | Nagyváltósúly | erőnyerő          | Víctor Claudio (PUR) · RSC | Elone Lutui (TGA) · RSC        | Christophe Tiozzo (FRA) · 0:5 | kiesett           | kiesett           | 5.       |
| Egerton Forster | Nehézsúly     |                   | erőnyerő                   | Arnold Vanderlijde (NED) · 1:4 | kiesett                       | kiesett           | kiesett           | 9.       |

RSC – a mérkőzésvezető megállította a mérkőzést